# 桑德戴爾

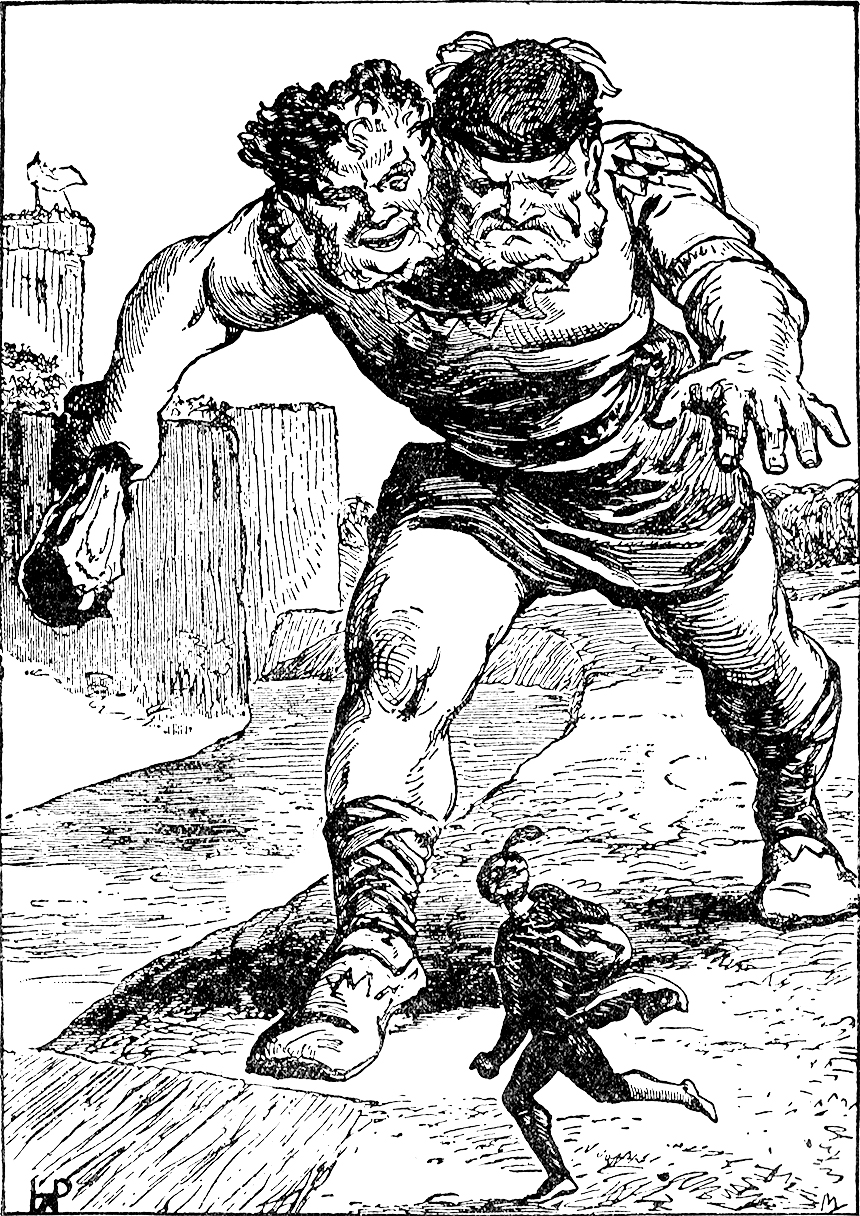
桑德戴尔在「Mother Fairy-Tales」童話中的形象

桑德戴尔（英語：Thunderdell）是英国民间故事《杰克与豌豆》里住在云上面的巨人。在本杰明·塔巴特創作的故事中，桑德戴爾被巨人杀手杰克所殺。因其住在雲端，又有「雲巨人」（Cloud Giant）的異稱:281。